# 吕洞山镇
吕洞山镇，原为夯沙乡，是中华人民共和国湖南省湘西土家族苗族自治州保靖县下辖的一个乡镇级行政单位。

## 行政区划
吕洞山镇下辖以下地区：
夯沙村、梯子村、夯吉村、矮坡村、蜂塘村、张湾村和吕洞村。

## 中国传统村落
2012年，夯沙村被评为首批“中国传统村落”。